# Англійська система мір
Англійська система мір використовується у Великій Британії, США та інших країнах. Окремі з цих мір у ряді країн трохи відрізняються за своїм розміром, тому нижче наводяться в основному округлені метричні еквіваленти англійських мір, зручні для практичних розрахунків.
Перші офіційні стандарти для одиниць вимірювань в Британії з'явились у XV столітті. Єдина британська система одиниць, міри Британської імперії, була введена в 1824 році. В 1963 році міри були синхронізовані між США та Великою Британією і перевизначені через стандартний паризький метр.
Поступово міри англійської системи витісняються метричною системою мір.

## Міри довжини
- 1 морська миля (nautical mile, Велика Британія) = 10 кабельтових = 1,8886755 км
- 1 морська миля (nautical mile, США, з 1 липня 1954) = 1,852 км
- 1 кабельтов (cable, Велика Британія) = 185,3182 м
- 1 кабельтов (cable, США) = 219,456 м
- 1 статутна миля (statute mile) = 8 фурлонгів = 5280 футів = 1609,344 м
- 1 фурлонг (furlong) = 10 чейнів = 201,168 м
- 1 чейн (chain) = 4 роди = 100 лінків = 20,1168 м
- 1 род (rod, pole, perch, поль, перч) = 5,5 ярдів = 5,0292 м
- 1 ярд (yard) = 3 фути = 0,9144 м
- 1 фут (foot) = 3 хенди = 12 дюймів = 0,3048 м
- 1 хенд (hand, «долоня») = 4 дюйми = 10,16 см
- 1 дюйм (inch) = 12 ліній = 72 пункти = 1000 мілів = 2,54 см
- 1 лінія (line) = 6 пунктів = 2,1167 мм
- 1 пункт (пойнт, точка) (point) = 0,353 мм
- 1 міл (mil) = 0,0254 мм

## Міри площі
- 1 миля² (square mile) = 640 акрів = 2,59 км²
- 1 акр (acre) = 4 руди = 4046,86 м²
- 1 руд (rood) = 40 родів² = 1011,71 м²
- 1 род² (square rod) (поль², перч²) = 30,25 ярда² = 25,293 м²
- 1 ярд² (square yard) = 9 футів² = 0,83613 м²
- 1 фут² (square foot) = 144 дюйми² = 929,03 см²
- 1 дюйм² (square inch) = 6,4516 см²

## Міри ваги (маса)

### Британська імперська система мір маси
- 1 англійська тонна велика (довга) (long ton) = 20 хандредвейтів (квінталів) = 2240 фунтів = 1016,05 кг
- 1 американська тонна мала (коротка) (short ton, США, Канада та ін) = 20 хандредвейтів малих (центалів) = 2000 фунтів = 32 000 унцій = 907,185 кг
- 1 тонна метрична (metric ton) = 2204,6 фунти = 0,984 великої тонни = 1000 кг
- 1 кіль = 8 челдронів = 424 хандредвейти = 47488 фунтів = 21540,16 кг
- 1 челдрон для вугілля (chaldron) = 1/8 кіля = 53 хандредвейти = 5936 фунтів = 2692,52 кг
- 1 вей = 2-3 хандредвейти = 101,6-152,4 кг
- 1 квінтал (quintal) = 1 великий хандредвейт (long hundredweight) = 112 фунтів = 50,802 кг
- 1 центал (центнер) = 1 малий хандредвейт (short hundredweight) = 100 фунтів = 45,36 кг
- 1 слаг = 14,6 кг
- 1 тод (tod, укр. вантаж) = 1 квартер довгий = 1/4 хандредвейта великого = 28 фунтів = 2 Стоуни = 12,7 кг
- 1 квартер короткий (short quarter, рос. чверть) = 1/4 хандредвейта малого = 25 фунтів = 11,34 кг
- 1 Стоун (stone, укр. камінь) = 1/2 квартера великого = 1/8 хандредвейта великого = 14 фунтів = 6,350293 кг
- 1 клов (застар.) = 1/2 Стоуна = 1/16 хандредвейта = 7 фунтів = 3,175 кг (раніше величина Клова становила 6,25-8 фунтів = 2,834-3,629 кг)
- 1 квартерн = 1/4 Стоуна = 3,5 фунта = 1,588 кг
- 1 фунт (pound, лат. pondus, скор.Lb) = 16 унцій = 7000 гранів = 453,59237 г
- 1 унція (ounce,oz) = 16 драхм = 437,5 гранів = 28,349523125 г
- 1 драхма (dram) = 1 / 16 унції = 27,34375 гранів = 1,7718451953125 г
- 1 гран (grain, лат. granum, скор.Gr) (до 1985 року) = 64,79891 мг

### Американська система мір маси
- 1 Квінтал = 1 хандредвейт = 100 фунтів = 1 центал = 45,36 кг
- 1 слаг = 14,6 кг
- 1 квартер = 1/4 хандредвейта = 25 фунтів = 11,34 кг
- 1 стоун = 14 фунтів = 6,35 кг

## Міри об'єму для рідин

### Британська імперська система мір для рідин
- 1 бат (букв. — «торець») = 108—140 галонів = 490,97-636,44 л (дм³, бл. 2 хоґсхедів)
- 1 бат пива = 108 галонів = 17,339 футів³ = 490,97 л
- 1 пайп = 105 галонів = 2 хоґсхеди = 477,34 л (дм³)
- 1 хоґсхед (велика бочка, букв. — «кабаняча голова») = 52,5 імперських галони = 238,67 л (дм³)
- 1 барель = 31-42 галони = 140,9-190,9 л (дм³)
- 1 барель для рідини (пива) (барель) = 36 імперських галонів = 163,65 л (дм³)
- 1 барель для сирої нафти (американський нафтовий барель) = 34,97 галони = 158,988 л (дм³)
- 1 кілдеркін = 1/2 бареля = 2 феркіни = 16-18 галонів = 72,7-81,8 л (дм³)
- 1 феркін (fir; букв. — «маленька бочка, барило») = 1/6 хоґсхеда = 1/4 бареля = 1/2 кілдеркіна = 8-9 галонів = 36 кварт = 36,3-40 , 9 л (дм³)
- 1 імперський галон = 4 кварти = 8 пінт = 32 джили = 160 рідк. унції = 4,546 л (дм³)
- 1 потл = 1/2 імпер. галона = 2 кварти = 2,27 л (дм³)
- 1 кварта = 1/4 імпер. галона = 2 пінти = 1,1365 л (дм³)
- Великі пляшки, поширені в Європі та у Великій Британії (див. шампанське):
  - 1 Мелхіседек (Melchizedek) = 40 пляшок = 30 літрів
  - 1 Примат (Primat) = 36 пляшок = 27 літрів
  - 1 Соломон = 25 літрів
  - 1 Мельхіор (Melchior) = 24 пляшок = 18 літрів
  - 1 Навуходоносор (Nebuchadnezzar) = 20 пляшок = 15 літрів
  - 1 Валтасар (Balthazar) = 16 пляшок = 12 літрів
  - 1 Салманасар (Salmanazar) = велика винна пляшка = 12 пляшок = 9 літрів
  - 1 Мафусаїл (Methuselah) = 8 пляшок = 6 літрів
  - 1 Рехав'ам (Rehoboam) = 6 пляшок = 4,5 літра
  - 1 Єровоам (Jeroboam) (подвійна Magnum bottle) = 4 пляшки = 3 літри
  - 1 Магнум (Magnum bottle) = 2 пляшки = 1,5 літра
- 1 пляшка молока = 1 кварта = 946,36 мл
- 1 пляшка віскі = 1 п'ята = 757,1 мл
- 1 пляшка шампанського = 2/3 кварти = 630,91 мл (французьке шампанське, 750 мл)
- 1 пляшка вина = 750 мл = 25,3605 рідких унцій
- 1 бакет (букв. — «ківш») неофіційна одиниця = 5 імпер. галонів = 18,927 л
- 1 філет = 1/2 пляшки шампанського = 375 мл
- 1 пінта = 1/8 імпер. галона = 1/2 кварти = 4 джілли (ґілли) = 20 рідк. унцій = 34,678 дюймів ³ = 0,568 261 л (дм³)
- 1 джил (ґілл) = 1/4 пінти = 5 рідк. унцій = 8,670 дюймів ³ = 0,142 л (дм³)
- 1 чашка для сніданку = 1/2 пінти = 10 рідк. унцій = 17,339 дюймів ³ = 1,2 амер. чашки = 284 мл
- 1 столова ложка = 3 чайні ложки = 4 рідк. драхми = 1/2 рідкої унції = 14,2 мл
- 1 чайна ложка = 1/3 столової ложки = 1 1/3 рідк. драхми = 4,7 мл (з іншого джерела: = 1/8 рідк. унції = 3,55 мл (традиц.), мед. та кухонна = 5 мл)
- 1 винна чарка, келих = 16 рідк. драхм = 2 рідк. унції = 56,8 мл; за іншими даними дорівнює 2,5 рідк. унцій = 5 столових ложок = 1/2 джілла = 71 мл
- 1 унція рідка (fl oz) = 1/20 пінти = 1/5 джілла = 8 рідк. драхм = 24 рідк. скрупули = 1,733 871 дюйма ³ = 28,413063 мл (см³)
- 1 драхма рідка (1878 — 1 лютого 1971 року) = 3 рідк. скрупули = 1/8 рі. унції = 60 мінімів = 0,96 амер. рідк. драхми = 0,216734 дюйма ³ = 3,551633 мл
- 1 рідк. скрупул аптек. (1878 — 1 лютого 1971 року) = 1/3 рідк. драхми = 1/24 рідк. унції = 20 мінімів = 19,2 амер. мінімів = 1,18388 мл
- 1 мінім аптек. (1878 — 1 лютого 1971 року) = 1/60 рідк. драхми = 1/20 рідк. скрупула = 0,96 амер. мініма = 0,05919 мл

### Американська система мір для рідин
- 1 барель = 31-42 галонів = 140,6-190,9 літрів
- 1 барель для рідини = 31,5 галонів = 119,2 л (дм³)
- 1 барель для сирої нафти = 42,2 галонів = 158,97 л (дм³)
- 1 галон амер. = 0,833 галона англ. = 3,784 л (дм³)
- 1 кварта амер. = 0,833 кварти англ. = 0,946 л (дм³)
- 1 пінта рідка амер. = 1/8 амер. галона = 0,473 л (дм³)
- 1 джил (ґілл) = 1/4 пінти амер. = 0,118 л (дм³)
- 1 унція рідка (fl oz) = 1/128 галона = 1,041 унції англ. = 2 ст. ложки = 1/8 склянки = 29,56 мл (см³)
- 1 чарка = 16 рідк. драхм = 2 унції = 1/4 склянки = 59,12 мл
- 1 драхма рідка = 1/8 рідкої унції = 3,6966 мл
- 1 столова ложка (ст. л.) = 3 чайних ложки (ч. л.) = 4 рідк. драхми = 1/2 рідк. унції = 14,8 мл
- 1 чайна ложка (ч. л.) = 1/3 столової ложки (ст. л.) = 1 1/3 рідк. драхми = 4,9 мл
- 1 чайна ложка = 60 крапель (0,08 мл)
- 1 кавова ложка = 1/2 ч. л. = 2,45 мл
- 1 ложечка для приправ = 1/4 ч. л. = 1,225 мл
- 1 мінім = 1/60 рідк. драхми = 0,06 мл

## Міри об'єму для сипучих тіл

### Британська імперська система мір для сипучих тіл
- 1 челдрон (челдер; chd; укр. казан, великий чайник) = 32-36 бушелів = 1268—1309 л (дм³)
- 1 квартер = 2 коуми = 64 галони = 8 бушелів = 290,93 л (дм³)
- 1 коум = 4 бушелі = 32 галони = 145,475 л (дм³)
- 1 барель для сипучих тіл = 36-40 галонів = 163,6-181,7 л (дм³)
- 1 сак (укр. мішок) = 3 бушелі = 109,05 л (дм³)
- 1 страйк = 2 бушелі = 72,73 л (дм³)
- 1 бушель = 4 пеки = 8 галонів = 32 сух. кварти = 62 сух. пінти = 1,032 амер. бушеля = 2219,36 дюймів ³ = 36,36872 л (дм³)
- 1 пек = 2 галони = 1,032 пека амер. = 9,092 л (дм³)
- 1 галон = 4 кварти = 8 пінт = 4,546 л (дм³)
- 1 кварта = 2 пінти = 1,032 кварти амер. = 1,136 л (дм³)
- 1 квартерн сух. (Чверть) = 1/4 пека = 2 кварти = 2,2731 л
- 1 пінта = 0,568261 л (дм³)

### Американська система мір для сипучих тіл
- 1 квартер = 2 коуми = 64 галони = 8 бушелів = 282 л
- 1 коум = 4 бушелі = 32 галони = 141 л
- 1 барель для сипучих тіл = 117,3-158,98 л
- 1 бушель = 0,9689 англ. бушеля = 35,2393 л; за іншими даними дорівнює 35,23907017 л = 9,309177489 американських галонів
- 1 пек амер. = 0,9689 пека англ. = 8,81 л
- 1 галон = 4,405 л
- 1 кварта амер. = 1,101 л
- 1 пінта суха амер. = 1/64 бушеля = 1/8 галона = 0,551 літра
- 1 унція (uncia, oz) = 16 драхм = 437,5 грана = 28,35 г

## Аптекарські і тройські (для дорогоцінних металів і каменів) міри
Розрізняються аптекарські та тройські (для дорогоцінних металів і каміння) міри:
- Аптекарська система мір ваги застосовувалася в області фармацевтики, в ній використовувалися фунт, унція, драхма, скрупул, гран, мінім;
- Монетна (тройська) система мір ваги використовується ювелірами і в монетному дворі. Основні величини — фунт, унція, пенівейт, карат, гран; також ця система використовується при виготовленні боєприпасів;
- Величини британської та американської систем мір також відрізняються.

### Міри ваги аптекарські
Британська аптекарська система мір ваги в XV—XX ст. застосовувалася в області фармацевтики, в ній використовувалися фунт, унція, драхма, скрупул і гран. При цьому аптекарські величини фунта, унції, драхми відрізнялися від величин такої назви для комерційного використання.
| Фунт         |         |           |           |           |
| Унція        | Унція   | Унція     | Унція     | 12        |
| Драхма       | Драхма  | Драхма    | 8         | 96        |
| Скрупул      | Скрупул | 3         | 24        | 288       |
| Гран         | 20      | 60        | 480       | 5760      |
| 0,06479891 г | 1,296 г | 3,88793 г | 31,1035 г | 373,242 г |

| Галон             |                   |                       |                      |                    |
| Унція рідка       | Унція рідка       | Унція рідка           | Унція рідка          | 160                |
| Драхма рідка      | Драхма рідка      | Драхма рідка          | 8                    | 1,280              |
| Скрупул рі.       | Скрупул рі.       | 3                     | 24                   | 3,840              |
| Мінім             | 20                | 60                    | 480                  | 76,800             |
| 0,059 мл          | 1,184 мл          | 3,55163 мл            | 28,413 мл            | 4,546 л            |
| 0,96 амер. мініма | 19,2 амер. мініма | 0,96 ам. рідк. драхми | 0,96 ам. рідк. унції | 1,20095 ам. галона |

### Монетна (тройська) система мір ваги
Система використовується ювелірами і в монетному дворі. Основні величини — фунт, унція і пенівейт.
- 1 фунт = 12 унціям = 5760 гранів = 373,242 г
- 1 фунт = 0,822857 Тройського фунта маси = 13 унціям 72,5 грана
- 1 фунт маси = 1,215277 фунта тройського = 1 фунт тройський 2 унції 280 гранів
- 1 унція (Тройська унція) (uncia, oz) = 8 драхм = 24 скрупули = 480 гранів = 31,1034768 г
- 1 драхма тройська (до 1975 року) = 1/96 тройського фунта = 2,5 пенівейт = 1/8 унції = 3 скрупули = 60 гранів = 3,88793 г
- 1 пенівейт (англ. pennyweight — вага пені) = 24 грани = 1,55517384 г
- 1 карат = 3,086 грана = 200 мг
- 1 гран (granum; до 1985 року) = 20 майтів = 480 дойтів = 9600 періотів = 230400 бленків = 64,79891 мг
- 1 майт = 24 дойти = 480 періотів = 11520 бленків = 3,24 мг
- 1 дойт = 20 періотів = 480 бленків = 0,135 мг
- 1 періот (periot) = 24 бленки = 1/20 дойта = 0,00675 мг
- 1 бленк (blank) = 0,000281245 мг

| Унція          |            |          |          |             |          |           |
| пенівейт       | пенівейт   | пенівейт | пенівейт | пенівейт    | пенівейт | 20        |
| Гран           | Гран       | Гран     | Гран     | Гран        | 24       | 480       |
| Майт           | Майт       | Майт     | Майт     | 20          | 480      |           |
| Дойт           | Дойт       | Дойт     | 24       | 480         |          |           |
| Періот         | Періот     | 20       | 480      | 9,600       |          |           |
| Бленк          | 24         | 480      | 11520    | 230400      |          |           |
| 0,000281245 мг | 0,00675 мг | 0,135 мг | 3,24 мг  | 64,79891 мг | 1,555 г  | 31,1035 г |